# Petrosina
Петросини (Petrosina) — підряд губок класу звичайні губки (Demospongiae).

## Класифікація
Підряд має 3 родини:
- Родина CalcifibrospongiidaeHartman, 1979
- Родина PetrosiidaeVan Soest, 1980
- Родина PhloeodictyidaeCarter, 1882

Колишні таксони:
- Родина Akaidae прийнята як Phloeodictyidae
- Родина Oceanapiidae прийнята як Phloeodictyidae